# Gianfranco Dioguardi
Gianfranco Dioguardi (Bari, 25 giugno 1938) è un ingegnere, imprenditore e saggista italiano.
Tra i fondatori dell'ingegneria gestionale in Italia, ha ideato il modello della city school per la gestione delle città. La sua variegata produzione editoriale si contraddistingue per l'interdisciplinarità, spaziando dall'organizzazione aziendale, all'urbanistica, alla storia della scienza, al sapere umanistico. In essa occupano un posto di rilievo i volumi dedicati all'illuminismo francese e italiano e le riflessioni sul recupero delle periferie urbane.

## Biografia

### Formazione
Figlio quartogenito del celebre architetto barese Saverio Dioguardi e della friulana Maria Blasutigh, a Bari consegue la maturità scientifica, appassionandosi soprattutto alla fisica e alla filosofia. Appena diciottenne si trasferisce a Milano per immatricolarsi al corso di laurea in ingegneria elettronica del locale Politecnico. Con l'improvvisa morte del padre, occorsa il 22 novembre 1961, ed essendo i tre fratelli maggiori già avviati verso altre professioni, torna a Bari per assumere la direzione dell'azienda edile di famiglia; nel volgere di un biennio la trasformerà in società per azioni e in seguito la riorganizzerà strategicamente in forma di rete di imprese specializzate sotto il controllo di una capogruppo. Grazie anche a tali innovazioni organizzative, nei decenni successivi la Dioguardi S.p.A. travalicherà l'ambito cittadino per raccogliere commesse nel settore edilizio e dell'ingegneria civile dapprima in ambito nazionale e successivamente negli Stati Uniti e in Europa.
A causa dell'intensa attività professionale, Gianfranco Dioguardi è tuttavia costretto ad abbandonare il proposito di laurearsi in ingegneria elettronica a Milano: si iscrive al corso di laurea di ingegneria civile dell'Università degli Studi di Bari e vi consegue il titolo nel 1966. Contemporaneamente, la pratica professionale lo conduce ad approfondire i temi dell'economia industriale e dell'organizzazione aziendale. Proprio sulla Rivista di organizzazione aziendale, fondata e diretta da Gino Levi Martinoli, pubblica nel 1970 il suo primo articolo scientifico sui "Processi e metodi innovativi nel settore edilizio".

### L'avvio dell'attività accademica
Nei primi anni settanta, resasi vacante presso l'Università di Bari la cattedra di Economia industriale ed organizzazione aziendale che era stata di Gianni Billia, del quale aveva seguito le lezioni, Gianfranco Dioguardi ottiene il primo incarico di docenza, prodromo di una carriera accademica che si sviluppa interamente nella facoltà di ingegneria del capoluogo barese (dal 1990 confluita nel Politecnico di Bari) e lo porta nel 1984 all'ordinariato in Economia ed organizzazione aziendale.  Non abbandona tuttavia l'attività nell'impresa di famiglia, convinto della necessità che la speculazione teorica in ambito organizzativo necessiti di trarre linfa dalla conoscenza diretta e ancor di più dall'esperienza del mondo imprenditoriale.

### Le iniziative sperimentali in ambito urbanistico
Alla fine degli anni settanta collabora con Renzo Piano nell'ideazione e nella messa in atto del "laboratorio di quartiere", un programma socio-tecnico di riqualificazione urbana, nelle forme del restauro, del recupero conservativo e della manutenzione degli edifici, imperniato sul diretto coinvolgimento degli abitanti, sia nella fase di ascolto sia in quella di esecuzione, e sull'attivazione del tessuto artigianale e micro-imprenditoriale già presente in loco. L'esperienza pilota di Otranto, del 1979, è patrocinata dall'UNESCO; ad essa seguono altri laboratori di quartiere rivolti ora ai centri storici, come a Burano o a Cosenza, ora alle periferie: al quartiere Japigia di Bari, in particolare, nel 1981 risponde ad un'emergenza abitativa con un programma imperniato sulla manutenzione continua degli edifici.
Via via che tra gli urbanisti e i sociologi urbani si afferma come essenziale l'attenzione alle periferie, il lavoro di Dioguardi trova punti di contatto con il programma di "rammendo urbano" proposto da Renzo Piano: si tratta di interventi di riqualificazione urbana su piccola scala che però inducano chi ci vive a intraprendere una rigenerazione più profonda e su scala più vasta, non soltanto sotto il profilo tecnico ma anche di natura sociale. Secondo Dioguardi, il successo di tali iniziative passa dall'adozione di un modello reticolare, in grado da un lato di ricucire le singole iniziative di rammendo, dall'altro di favorire l'interconnessione tra gli attori a vario titolo coinvolti: istituzioni pubbliche, imprese, università e altri luoghi di formazione, cittadini.
Negli anni novanta, per coinvolgere gli stakeholder durante i processi di trasformazione urbanistica, elabora il modello del "cantiere evento-avvenimento", finalizzato a ottenere la condivisione degli obiettivi da parte dei cittadini, ridurne i disagi e tutelare il senso di identità nei luoghi, garantendo al contempo un ritorno d'immagine per l'impresa e un rafforzamento della cultura d'impresa. Il modello è adottato dalla Dioguardi S.p.A. in Francia a Lione, Parigi e Nandy e in Italia a Torino, Reggio Emilia e Sesto Fiorentino.

### Le riflessioni sulla natura e sul ruolo sociale dell'impresa
Nel 1987 l'allora rettore dell'Università di Bari, Attilio Alto, affida a Gianfranco Dioguardi la presidenza di Tecnopolis, polo dell'innovazione tecnologica fondato nel 1969 a Valenzano dalla stessa università insieme a Banca d'Italia, FORMEZ e Nuovo Pignone. Nello stesso anno Dioguardi è tra i soci fondatori dell'Associazione Italiana di Ingegneria Gestionale, che pone le basi per lo sviluppo della disciplina in Italia.
Insieme alle riflessioni e alle iniziative sul tema del recupero urbano in chiave sociotecnica, Dioguardi approfondisce lo studio dei nuovi modelli organizzativi aziendali, con particolare attenzione alla natura reticolare delle imprese e al ruolo decisivo che deve essere affidato della cultura: da un lato, quando travalica il mero sapere tecnico, essa serve a dare un comune linguaggio a reti di imprese sempre più parcellizzate; dall'altro favorisce la crescita generale della società, nella quale le imprese non possono abdicare al ruolo di guida.
Nel 1991 prende avvio il progetto di adozione, da parte della Dioguardi S.p.A., della scuola media Lombardi di Bari, che aveva sede in un quartiere dell'estrema periferia, il San Paolo, segnato da una diffusa microcriminalità e da particolari condizioni di disagio: le attività di animazione culturale, i laboratori di educazione civica e l'impiego di tecnologie informatiche contribuiscono al calo del tasso di dispersione scolastica dal 30% all’1%. L'esperienza gli vale nel 1996 la medaglia d'oro della Presidenza della Repubblica ai benemeriti della scuola, della cultura e dell'arte. Negli anni successivi simili progetti scolastici per le periferie vengono condotti dalla Dioguardi in altre città italiane e all'estero e si affiancano ad iniziative – le cosiddette "scuole-cantiere" – per la qualificazione professionale e l'inserimento lavorativo dei giovani disoccupati.

### La scuola di competenze urbane
Nel 2017, con la pubblicazione di Per una scienza nuova di governo delle città, Gianfranco Dioguardi si fa promotore dello sviluppo di una city school che, sulla falsariga del ruolo assunto dalle business school nell'ambito delle discipline d'impresa, sia orientata a preparare "manager urbani" in grado di affrontare in modo interdisciplinare le problematiche organizzative e di governo delle città.
L'intuizione è alla base della School of Urban Management promossa nel 2019 dalla Fondazione Dioguardi insieme all'ANCI e all'Università di Bari per l'elaborazione di teorie organizzative orientate alla gestione delle città, intese come organismi complessi e stratificati. Tali teorie, secondo Dioguardi, dovrebbero essere orientate a rafforzare il carattere inclusivo e partecipato delle città e promuoverne una manutenzione non solo urbanistica ma anche socio-tecnica, che sia in grado di contrastarne il deterioramento anche sociale e l'emarginazione di chi vi abita.

## La Fondazione Gianfranco Dioguardi
Nel 1991, in memoria dei genitori Saverio e Maria Blasutigh, Gianfranco Dioguardi istituisce la Fondazione Gianfranco Dioguardi con l'obiettivo di promuovere attività di promozione e divulgazione della cultura in campo imprenditoriale, accademico, universitario e scolastico. Manterrà la presidenza sino al 2015, riservandosi poi il ruolo di presidente onorario.
La fondazione possiede un patrimonio di oltre 40.000 volumi, suddiviso in un "fondo antico" (3000 volumi di argomento vario, editi dal XVI al XIX secolo) e un "fondo moderno e attuale" relativo a opere di area umanistica, scientifica e tecnologica; entrambi i fondi, che riflettono la bibliofilia di Gianfranco Dioguardi, sono affidati in comodato al Politecnico di Bari. Pubblica inoltre i Quaderni di Varia Cultura, monografie in forma di periodico dedicate a tematiche che ripercorrono gli interessi multiformi del fondatore.

## Opere
Gianfranco Dioguardi ha scritto numerosi articoli e saggi, alcuni dei quali tradotti in francese, inglese e tedesco. In materia di organizzazione aziendale si ricordano:
- Organizzazione come strategia: lo sviluppo della piccola impresa in tempi turbolenti, ISEDI-Mondadori, prima edizione 1982, ultima edizione 2001
- Nuovi modelli organizzativi per l'impresa: il caso dell'edilizia, Etas Libri, Milano, 1983
- L'impresa nell'era del computer, Edizioni del Sole-24 Ore, Milano, 1986
- L'impresa come laboratorio, Edizioni del Sole-24 Ore, Milano, 1986
- Organizzazione come metodo di scienza e di impresa - Da Claude Bernard a Henri Fayol, Edizioni del Sole-24 Ore, Milano, 1988
- Organizzazione come bricolage, Donzelli Editore, Roma, 1995
- L'impresa nella società di Terzo millennio, Editori Laterza, Bari, 1995
- La natura dell'impresa fra organizzazione e cultura, Editori Laterza, Bari, 1996
- Crisi nella gestione dell'impresa, Edizioni Dedalo, Bari, 1999
- Al di là del disordine - Discorso sulla complessità e sulla impresa, Cuen, Napoli, 2000
- Sui sentieri della scienza, Sellerio Editore, Palermo, 2001
- Ripensare la città, Donzelli Editore, Roma, 2001
- L'avventura della ricerca. Libri, università, imprese, Di Renzo Editore, Roma, 2003
- I sistemi organizzativi, Paravia Bruno Mondadori Editore, Milano, 2005
- Le imprese rete, Bollati Boringhieri, Torino, 2007
- Natura e spirito dell'impresa, Donzelli Editore, Roma, 2007
- Le due realtà. Fattuale e virtuale nell'era della globalizzazione, Donzelli Editore, Roma, 2008
- Organizzazione, cultura, territorio - Prolusioni, lezioni, relazioni, FrancoAngeli, Milano, 2009
- Network Enterprises - The Evolution of Organizational Models from Guilds to Assembly Lines to Innovation Clusters, Springer Verlag, New York, 2010
- Nuove alleanze per il terzo millennio – Città metropolitane e periferie recuperate, FrancoAngeli Editore, Milano, 2014
- Per una scienza nuova del governo della città, Donzelli Editore, Roma, 2017

Numerose sono inoltre le sue pubblicazioni nei campi della filosofia della scienza, soprattutto in relazione all'illuminismo, della saggistica storica e letteraria, della bibliofilia: 
- Un avventuriero nella Napoli del Settecento, Sellerio Editore, Palermo, 1983[31]
- Viaggio nella mente barocca - Baltasar Gracian ovvero le astuzie dell'astuzia, Sellerio Editore, Palermo, 1986[32]
- Il gioco del caso, Sellerio Editore, Palermo, 1987
- Ange Goudar contre l’Ancien Régime, Sellerio Editore, Palermo, 1988;
- Incidenze e coincidenze, Sellerio Editore, Palermo 1990
- Il museo dell'esistenza, Sellerio Editore Palermo 1993
- Dossier Diderot, Sellerio Editore Palermo 1995
- Incontri, Donzelli Editore, Roma, 1996
- Attualità dell'Illuminismo milanese: Pietro Verri e Cesare Beccaria, Sellerio, Palermo, 1998
- La scienza come invenzione: Alessandro Volta, Sellerio Editore Palermo, 2000
- Percorsi nel tempo, Donzelli Editore, Roma, 2001
- La Biblioteca della Fondazione Gianfranco Dioguardi, Rovello, Milano, 2002
- Viaggio d'estate nella Napoli dell'Illuminismo, Libri Scheiwiller, Milano, 2003
- Viaggio verso utopia e altri scritti di bibliofilia, Edizioni Rovello, Milano 2008
- Introduzione a Gracian - La forza della prudenza, Oscar Mondadori, Milano 2009
- L'Enigma del trattato. John M. Keynes e Piero Sraffa alle prese con un mistero del Settecento, Donzelli, 2014 (prima edizione inglese: The Enigma of the treatise, Chartrige Booksm, Oxford, 2013)
- Per libri e per biblioteche. Scritti di bibliofilia, Biblohaus, Macerata, 2014